# Boeing 737 MAX
Boeing 737 MAX este o aeronavă comercială de pasageri dezvoltată de compania americană Boeing. Aceasta face parte din cea de-a patra generație a familiei de avioane 737 și este concepută pentru a fi un model îmbunătățit față de variantele anterioare.
Un aspect distinctiv al Boeing 737 MAX este implementarea tehnologiei avansate de motorizare și eficiență energetică. Aeronava este echipată cu motoare CFM International LEAP, care oferă un consum redus de combustibil și emisii reduse de dioxid de carbon. Astfel, 737 MAX este proiectat să fie mai ecologic și mai economic decât predecesorii săi.
Un alt element cheie al Boeing 737 MAX este integrarea sistemului de management al zborului MCAS (Maneuvering Characteristics Augmentation System). Acest sistem are rolul de a ajuta la menținerea stabilității aeronavei în diverse condiții de zbor. Cu toate acestea, 737 MAX a fost supus unor controverse și anchete de siguranță în urma accidentelor produse în 2018 și 2019, în care aeronave de acest tip au fost implicate.
În urma acestor incidente, 737 MAX a fost interzis să zboare la nivel global timp de aproximativ doi ani, până când au fost implementate modificări și actualizări la sistemul MCAS și alte componente cheie. După finalizarea acestor modificări și obținerea aprobărilor necesare, Boeing 737 MAX a fost readus în serviciu în anul 2020.
Aeronava oferă o capacitate de transport medie, având variante cu diferite configurații de scaune pentru a satisface nevoile operatorilor aerieni. În plus, 737 MAX are un design modern și confortabil, cu facilități precum iluminare ambientală, spațiu de depozitare suplimentar și sistem de divertisment la bord.

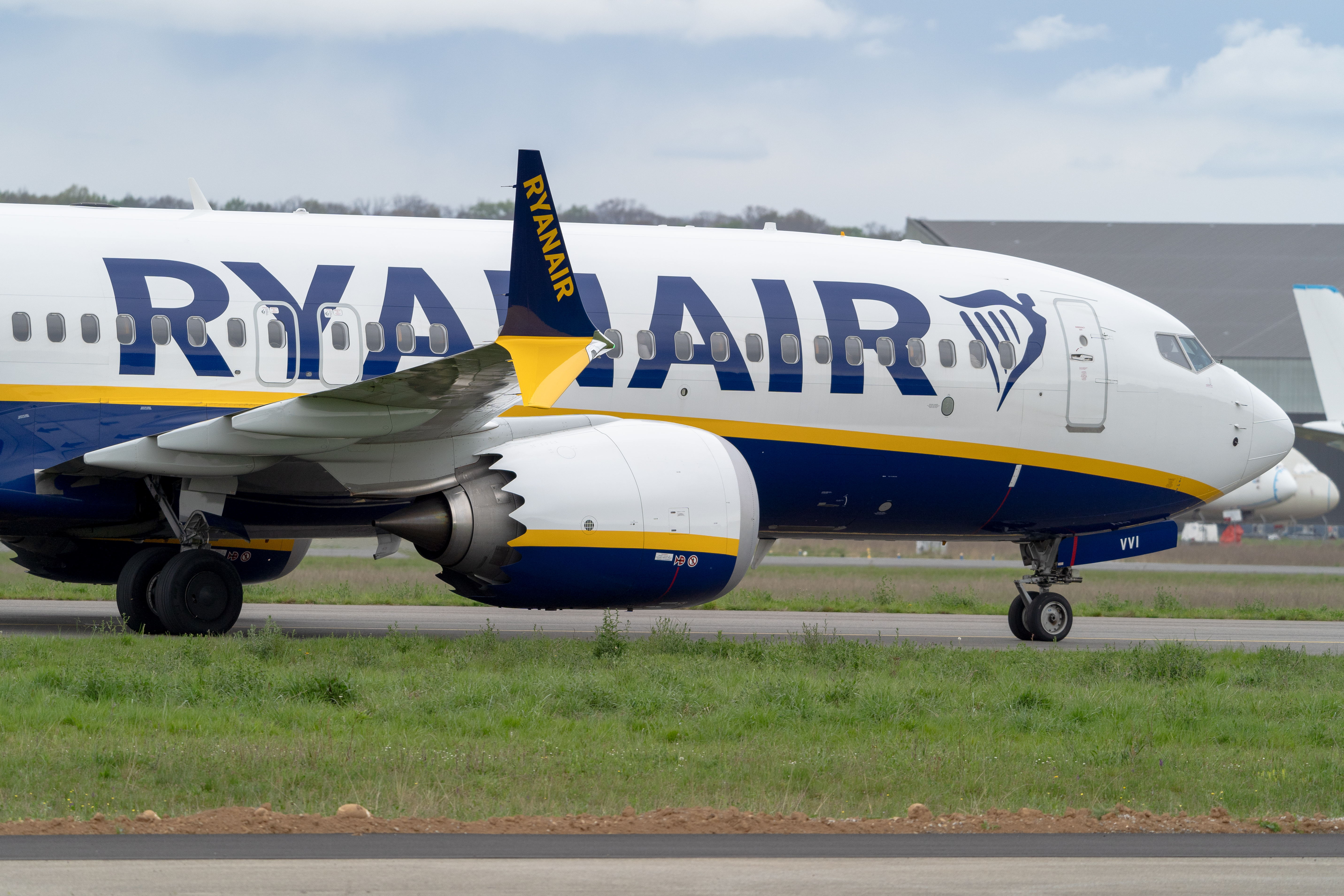
Boeing 737 Max 8 (Ryanair)

În concluzie, Boeing 737 MAX este o aeronavă comercială dezvoltată pentru a îmbunătăți eficiența energetică și performanța zborului. Cu toate că a trecut prin perioade dificile din punct de vedere al siguranței, eforturile de îmbunătățire și reautorizarea aeronavei au contribuit la reluarea operării în industria aviatică.